# Lance McCullers Jr

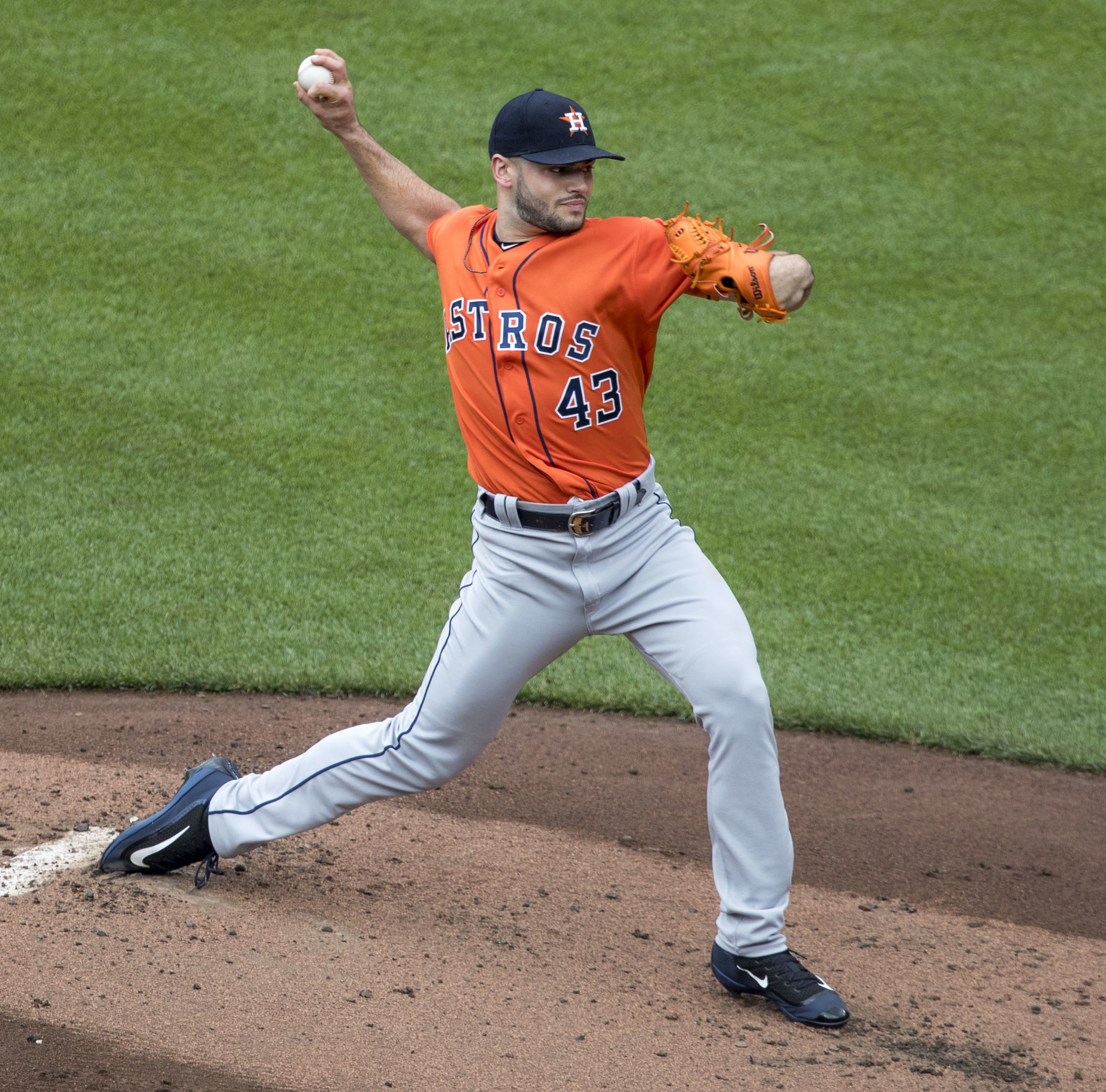
Lance McCullers Jr 2017.

Lance Graye McCullers Jr, född den 2 oktober 1993 i Tampa i Florida, är en amerikansk professionell basebollspelare som spelar för Houston Astros i Major League Baseball (MLB). McCullers är pitcher.
McCullers draftades av Houston Astros 2012 som 41:a spelare totalt.
McCullers vann World Series med Astros 2017.
McCullers är son till Lance McCullers som själv spelade i MLB mellan 1985 och 1992.